# Équipe cycliste T-Mobile
L'équipe cycliste T-Mobile est une ancienne équipe allemande de cyclisme professionnel sur route qui participait au ProTour.
Connue sous le nom de Deutsche Telekom jusqu'en 2003, puis T-Mobile jusqu'en 2007, elle fut notamment l'équipe de Bjarne Riis et Jan Ullrich lorsqu'ils remportèrent le Tour de France en 1996 et 1997, ainsi que du sprinter Erik Zabel, vainqueur de la Coupe du monde en 2000.
Touchée par plusieurs affaires de dopage en 2006 et 2007, elle a changé de nom au début de 2008 à la suite du retrait du sponsor T-Mobile pour devenir High Road.

## Histoire de l'équipe

### La naissance de l'équipe de Stuttgart (1988-1990)
À la fin de l'année 1988, l'ancien champion du monde Hennie Kuiper mit sur pied une équipe cycliste allemande sponsorisée par la ville de Stuttgart et la marque de cycles Eddy Merckx. L'équipe disputa la saison 1989 sous le nom Stuttgart-Merckx-Gonsor avec 13 coureurs, dont Udo Bölts qui en resta membre jusqu'en 2003. À l'époque, l'Allemagne n'avait plus d'équipe professionnelle depuis trois ans, et le dernier vainqueur allemand de la principale course du pays, le Rund um den Heninger Turm, était Rudi Altig en 1970. Durant cette première année, le coureur Dariusc Kajzer apporta à l'équipe son premier succès avec le titre de champion national sur route. Bölts lui succéda en 1990. L'équipe, devenue Stuttgart-Mercedes-Merckx-Puma, enregistra également le succès d'Erwin Nijboer sur les Trois Jours de La Panne.

### Premières saisons avec Telekom (1991-1995)

#### 1991

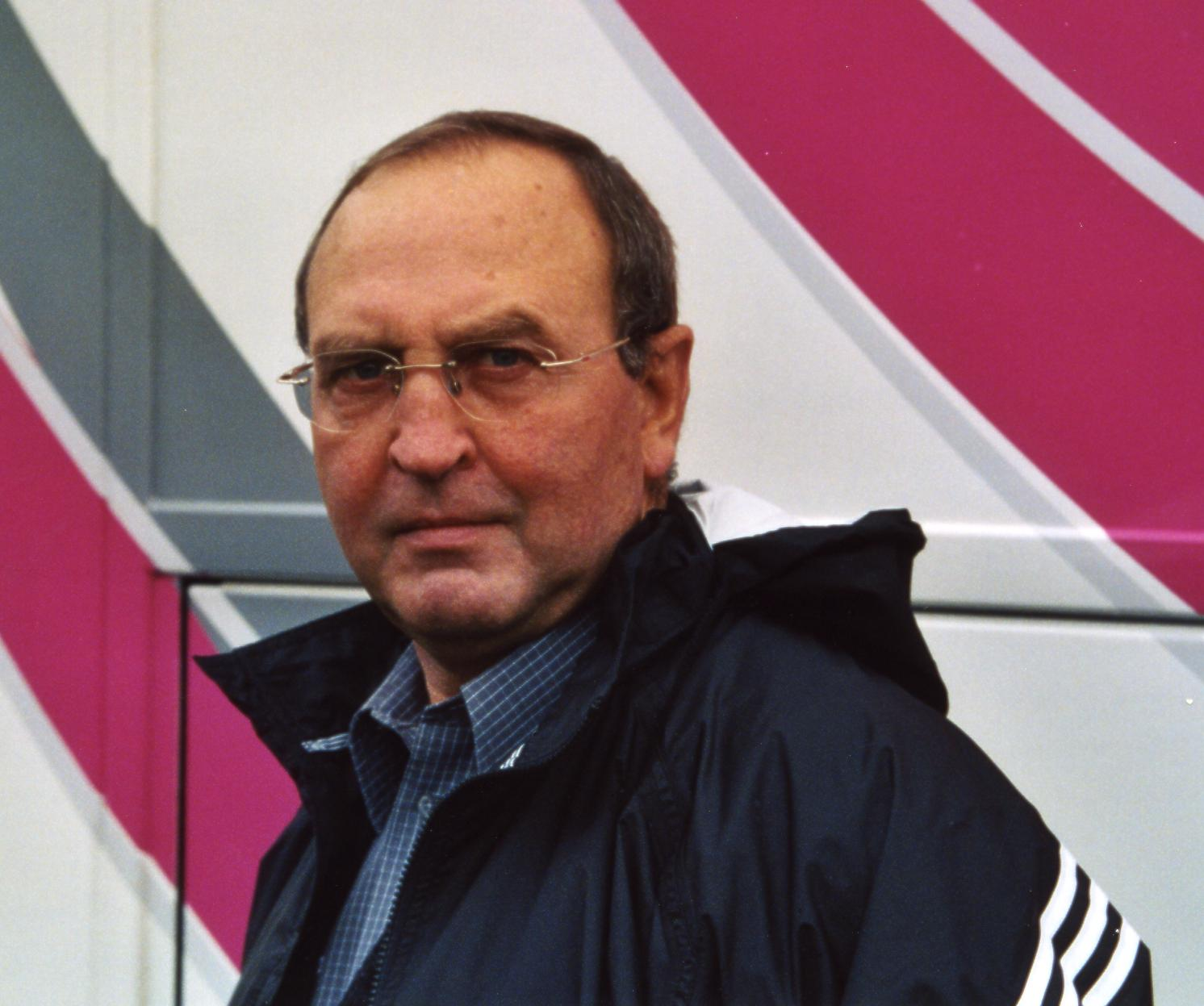
Walter Godefroot en 1997

L'entreprise de télécommunication allemande Deutsche Telekom devint en 1991 le sponsor principal de l'équipe Telekom-Mercedes-Merckx-Puma. Elle recrute entre autres le Suisse Urs Freuler, ancien champion du monde sur piste en course aux points et sur le keirin. Pendant la saison, l'Allemand Michael Hübner remporte le championnat du monde de keirin.

#### Première participation au Tour de France (1992)
La direction de Telekom proposa à Walter Godefroot de remplacer à la tête de l'équipe Hennie Kuiper, parti rejoindre l'équipe Motorola. Il accepta, prenant sa décision, dira-t-il plus tard dans une interview, après la 17e place d'Udo Bölts au Tour d'Espagne 1991. Godefroot engagea plusieurs coureurs, dont le spécialiste des classiques et double vainqueur de Paris-Roubaix Marc Madiot et son frère Yvon ainsi que Uwe Ampler, ancien champion du monde sur route amateur. Bölts contribua encore au succès de l'équipe, en remportant l'étape reine de Tour d'Italie 1992. Jens Heppner prit le relai avec une dixième place au classement final du Tour de France 1992. Michael Hübner remporte une nouvelle fois le championnat du monde de keirin et également le championnat du monde de vitesse.

#### 1993: arrivée d'Erik Zabel

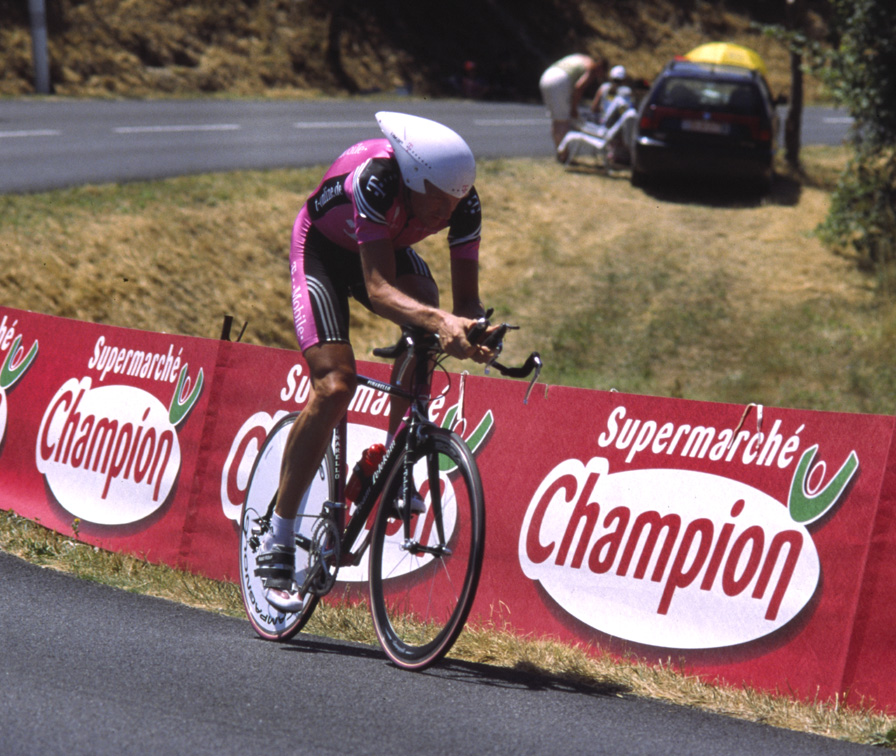
Rolf Aldag en 2003

Au début de 1993, Telekom renouvelle de moitié son effectif. Les frères Marc et Yvon Madiot s'en vont après une saison. Rolf Aldag arrive de l'équipe Helvetia ainsi que les Allemands Mario Kummer (PDM-Concorde, ancien champion du monde du contre par équipes, Olaf Ludwig (Panasonic -Sportlife, multiple champion d'Allemagne sur piste et sur route). Elle recrute également deux jeunes prometteurs, Steffen Wesemann et Erik Zabel.
L'équipe acquit une nouvelle fois, par le coureur Bernd Gröne, le titre de champion d'Allemagne. Ce fut le début d'une période de domination de douze années durant lesquelles l'équipe conserva le maillot de champion en son sein. Plusieurs coureurs de renom ayant passé plusieurs années chez Telekom remportèrent ce titre : Bernd Gröne en 1993, Jens Heppner en 1994, Udo Bölts en 1990, 1995 et 1999, Christian Henn en 1996, Jan Ullrich en 1997 et 2001, Erik Zabel en 1998 et 2003, Rolf Aldag en 2000, Danilo Hondo en 2002 et Andreas Klöden en 2004. Olaf Ludwig remporte la première victoire d'étape de l'équipe sur le Tour de France.

#### 1994: première victoire sur une classique
L’inter-saison 1993-1994 est plus calme pour l'équipe Telekom. Elle ne recrute que le Belge Axel Merckx (Motorola). En fin de saison, les jeunes Jan Ullrich et Michael Rich deviennent stagiaire dans l'équipe. Erik Zabel remporte la première classique Coupe du monde de l'équipe avec Paris-Tours.

#### 1995
Telekom devint bientôt une équipe importante au niveau international. A l'intersaison, elle voit quatre coureurs rejoindre ses rangs avec les Allemands Kai Hundertmarck en provenance de Motorola, Heinrich Trumheller (Castorama), l'Ukrainien Vladimir Poulnikov (Carrera Jeans-Tassoni) et le néo-pro Jan Ullrich, stagiaire dans l'équipe l'année précédente. Au contraire, le Belge Axel Merckx quitte l'équipe pour rejoindre les rangs de Motorola après seulement une année.

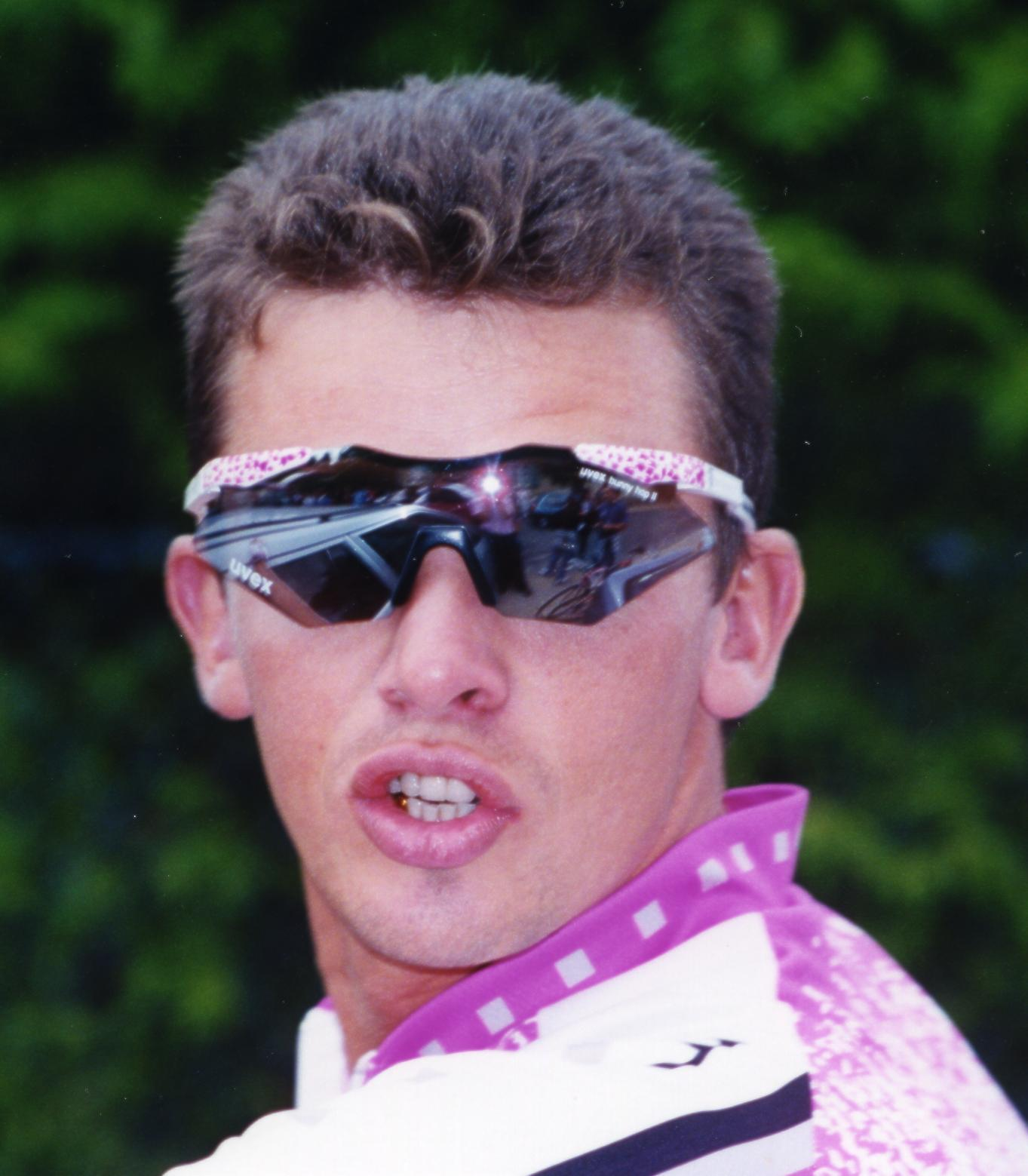
Vladimir Poulnikov est le meilleur coureur de l'équipe sur deux des trois grands tours de la saison 1995

En début de saison, Erik Zabel remporte la première victoire de l'année pour l'équipe lors de Tirreno-Adriatico avec la 1re étape, puis deux étapes des Quatre Jours de Dunkerque et termine troisième du classement général derrière Johan Museeuw et François Simon. La saison des classiques est assez réussit pour l'équipe mais sans victoire de prestige. Elle voit ses coureurs terminer second du E3-Prijs Harelbeke (Steffen Wesemann), huitième de Gand-Wevelgem (Zabel), neuvième de Paris-Roubaix (Rolf Aldag) et quatrième de l'Amstel Gold Race (Olaf Ludwig).
En mai, elle participe au Tour d'Italie mais ne réalise pas de grands résultats. Elle voit l'Ukrainien Vladimir Poulnikov terminer quatorzième du classement général à près de 25 minutes du vainqueur, le Suisse Tony Rominger. En juin, Jan Ullrich remporte le championnat d'Allemagne du contre-la-montre, Zabel deux nouvelles victoires au sprint sur le Tour de Suisse puis Udo Bölts remporte le championnat d'Allemagne sur route pour la seconde fois, devançant ses coéquipiers Jens Heppner et Rolf Aldag. Elle ne fut cependant pas invitée en juillet au Tour de France 1995 au départ de Saint-Brieuc. Les organisateurs acceptèrent finalement que six de ses coureurs (Aldag, Bölts, Heppner, Poulnikov, Zabel et Ludwig) forment avec trois coureurs de ZG Mobili une équipe mixte. Zabel y remporte deux étapes de l'épreuve au sprint, la 6e arrivant à Charleroi et la 17e se terminant à Bordeaux. Il sera cinquième du classement par point à Paris et le meilleur coureur de l'équipe, une nouvelle fois Poulnikov, se classe 25e.
En fin de saison, l'équipe remporte deux victoires au Tour du Limousin en août par le biais de Heppner et de Aldag puis participe au dernier grand tour de l'année, le Tour d'Espagne. Elle repart avec deux victoires d'étapes obtenues l'une après l'autre, d'abord par le biais de Bert Dietz qui règle Laurent Jalabert à la station de ski de la Sierra Nevada dans un sprint à deux puis par Christian Henn qui l'emporte le lendemain à Murcie au sein d'un petit groupe de cinq coureurs. Dietz est 32e du classement général final alors que Steffen Wesemann remporte le classement des Metas volantes (classement de la régularité). La dernière performance de l'équipe a lieu lors de l'épreuve de Coupe du monde de cyclisme, Paris-Tours avec la quatrième place de Jürgen Werner.
Elle termine la saison avec un total de 14 victoires. Son meilleur coureur au classement UCI est Erik Zabel avec une 40e place.

### Victoires au Tour de France (1996-1997)

#### Doublé sur le Tour de France (1996)
Les deux années suivantes virent la percée de l'équipe au plus haut niveau. Godefroot engagea le Danois Bjarne Riis de l'équipe Gewiss-Ballan, qui fut notamment troisième du Tour de France en 1995. Ils recrutent également son compatriote Peter Meinert-Nielsen en provenance de TVM-Polis Direct ainsi que les Suédois Michael Andersson (Sicasal-Acral) et Michel Lafis (Amore & Vita-Galatron). Au rayon des départs, après une seule saison, l'Ukrainien Vladimir Poulnikov signe dans l'équipe TVM-Farm Frites.

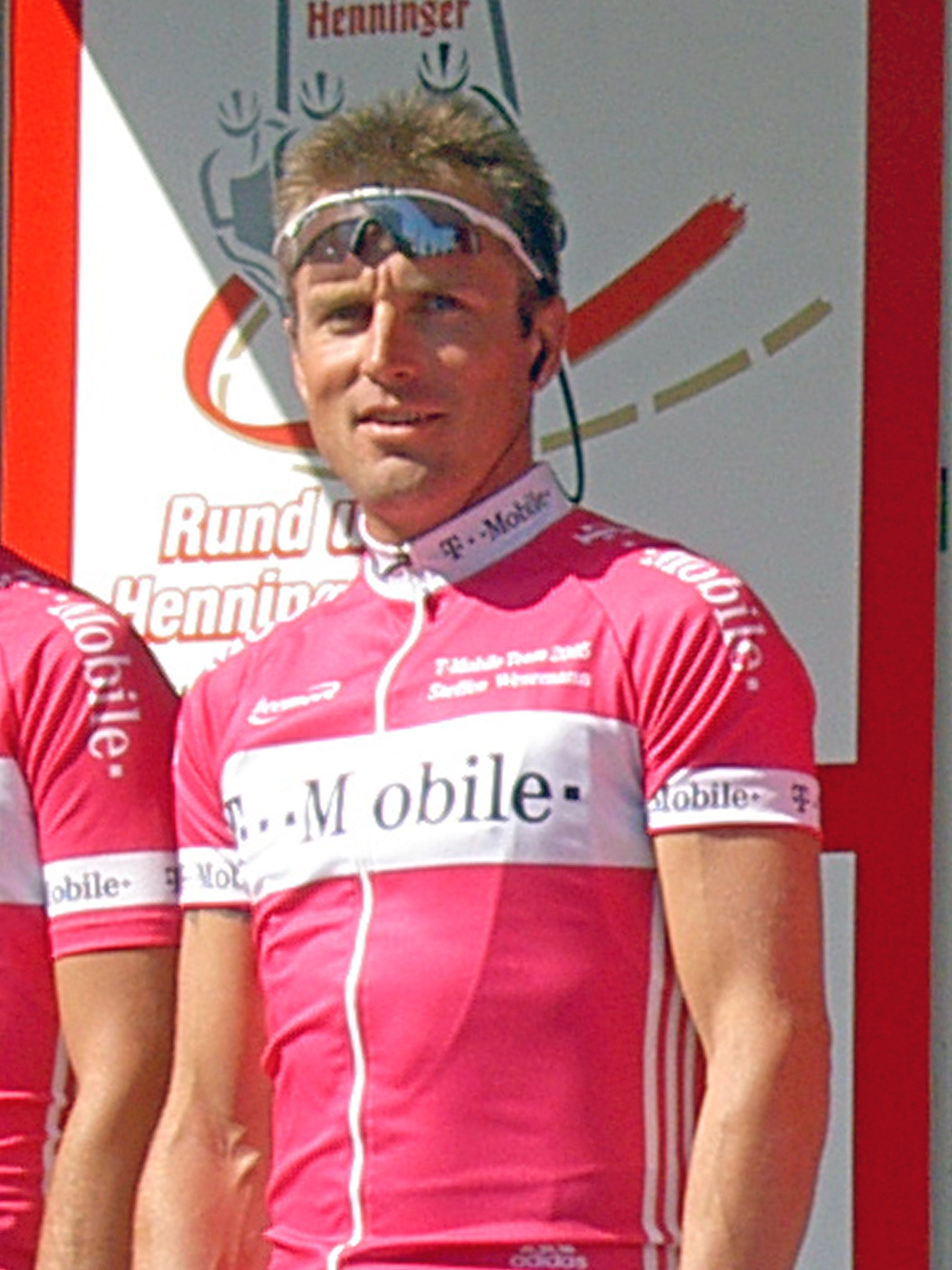
Steffen Wesemann (ici en 2005) remporte cette année-là sept étapes et le classement général de la Course de la Paix.

Les premières victoires de l'équipe sont l'oeuvre de Olaf Ludwig et Erik Zabel aux mois de février et mars avec chacun une étape du Tour d'Andalousie puis trois étapes de la Semaine catalane pour le second. La saison des classiques n'est par contre pas une réussite pour le Team Telekom. En effet, à part une septième place sur Paris-Roubaix réalisée par Brian Holm à plus de cinq minutes du trio vainqueur de la Mapei-GB et la neuvième place de Jens Heppner sur l'Amstel Gold Race aucun autre top 10 n'est intégré par l'équipe sur les grandes courses de la Coupe du Monde.
Au cours du mois de mai, alors que l'équipe ne participe pas au Tour d'Italie, elle voit cependant Steffen Wesemann réaliser l'exploit de remporter sept étapes et le classement général de la Course de la Paix devant son coéquipier Michael Andersson, lui aussi vainqueur d'une étape. Après deux autres victoires d'Erik Zabel sur le Tour du Luxembourg (1 étape) et au Tour de Cologne et une victoire de Udo Bölts sur le Tour de Suisse, l'équipe remporte  plusieurs championnats nationaux avec le doublé de Bjarne Riis au Danemark, la victoire sur le contre-la-montre en Suède avec Andersson devant son coéquipier Lafis, et un nouveau triplé sur la course en ligne en Allemagne avec dans l'ordre, Christian Henn devant Jan Ullrich et Bölts.
En juillet, l'équipe se présente au départ du Tour de France à Bois-le-Duc aux Pays-Bas avec notamment son leader Bjarne Riis, Jan Ullrich qui participe à son premier Tour et Erik Zabel dans l'optique du maillot vert. Après le prologue et durant la première semaine de course composée essentiellement de parcours en plaine, Zabel remporte une première victoire au sprint lors de la troisième étape arrivant à Nogent-sur-Oise. Lors de la première étape de montagne arrivant à la station de ski Les Arcs, Riis et Ullrich termine avec la plupart des favoris, à une minute du vainqueur Luc Leblanc (Polti). Riis se replace quatrième du classement général à huit secondes du nouveau leader Evgueni Berzin (Gewiss-Playbus) et Ullrich porte pour la première fois le maillot blanc de meilleur jeune. Après un contre-la-montre en côte entre Bourg-Saint-Maurice et Val d'Isère où Riis prend la seconde place (et la Deutsche Telekom la tête du classement par équipes), il s'empare le lendemain du maillot jaune de leader après sa victoire à Sestrières en Italie au bout d'une étape de montagne mais amputée des montée des cols de l'Iseran et du Galibier à cause du mauvais temps. Il repousse Berzin à quarante seconde au classement général. S'en suis une victoire d'étape de Zabel à Gap lui permettant de prendre le maillot vert du classement par points. Lors de la 17e étape menant au sommet de Hautacam, Bjarne Riis conforte son maillot jaune en remportant une nouvelle victoire d'étape. Le lendemain, lors de l'étape menant à Pampelune, un groupe de huit coureurs seulement s'échappe et se dispute la victoire, permettant notamment à Ullrich de prendre la seconde place du classement général. Ce dernier remporte le dernier contre-la-montre l'épreuve entre Bordeaux et Saint-Émilion. À l'arrivée à Paris, l'équipe remporte donc le classement général (Riis), le classement de meilleur jeune (Ullrich, avec la 2e place finale), le classement par point (Zabel), le classement par équipes et un total de cinq victoires d'étapes.
Bölts remporta peu après la Classique de Saint-Sébastien.

#### 1997: Ullrich, premier Allemand vainqueur du Tour de France

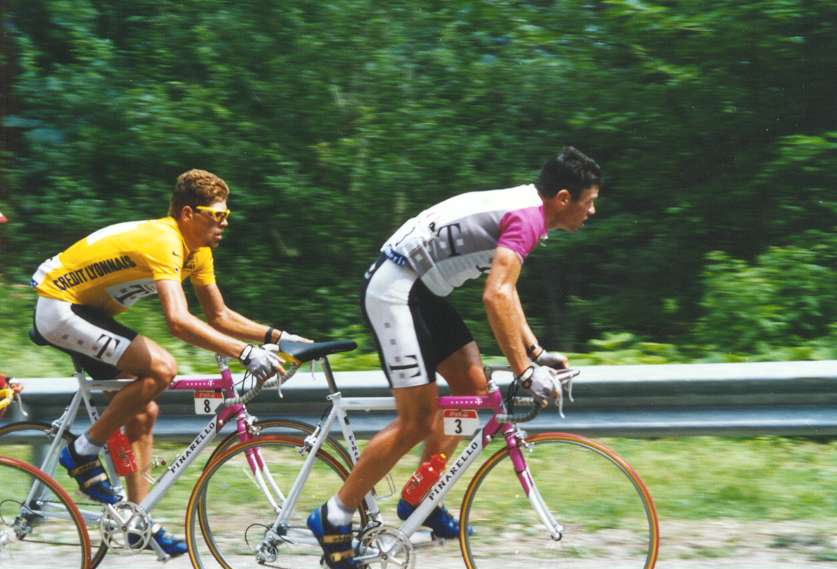
Jan Ullrich, vêtu du maillot jaune, derrière Udo Bölts pendant le Tour de France 1997

À l'inter-saison, l'équipe recrute le sprinteur italien Giovanni Lombardi et le grimpeur autrichien Georg Totschnig pour épauler Jan Ullrich et Bjarne Riis dans la montagne sur le Tour de France.
Le Tour de France vit Ullrich confirmer le talent qu'on lui avait deviné l'année précédente. Il remporta la course, épaulé par Riis qui avait gagné l'Amstel Gold Race trois mois auparavant. Telekom prit également la première place du classement par équipes du Tour. La même année, Bölts fut vainqueur du Critérium du Dauphiné libéré, et Zabel acquit la première de ses quatre victoires à San Remo. Ullrich fut également vainqueur de la semi-classique allemande HEW Cyclassics, qui intégra la Coupe du monde l'année suivante, et en 1999 le Tour d'Allemagne fut de nouveau disputé, démontrant la popularité croissante de cyclisme en Allemagne à l'époque. Alors qu'Ullrich dut abandonner sur chute, Telekom remporta cette première édition avec Jens Heppner, puis une seconde fois en 2001 avec Alexandre Vinokourov.

### Une des meilleures équipes du monde (1998-2004)

#### 1998: nouveau podium sur le Tour de France
L'équipe enregistre en début de saison les arrivées notamment des néo-pros allemands Dirk Müller et Andreas Klöden.
Erik Zabel remporte son deuxième Milan-San Remo.
En juillet, l'équipe se présente au départ du Tour de France à Dublin en Irlande avec le tenant du titre, Jan Ullrich. Lors de la deuxième étape qui arrive à Cork, Zabel s'empare du maillot jaune de leader mais le perd le lendemain au profit du Danois Bo Hamburger malgré la victoire de son coéquipier Jens Heppner à Lorient. Ullrich finit second du  derrière l'Italien Marco Pantani après avoir remporté trois étapes. Giovanni Lombardi remporte une étape sur le Tour d'Espagne.
L'équipe termine 9e du classement UCI par équipes et Jan Ullrich, meilleur coureur de l'équipe, 12e au niveau individuel.

#### 1999: victoire d'Ullrich sur le Tour d'Espagne

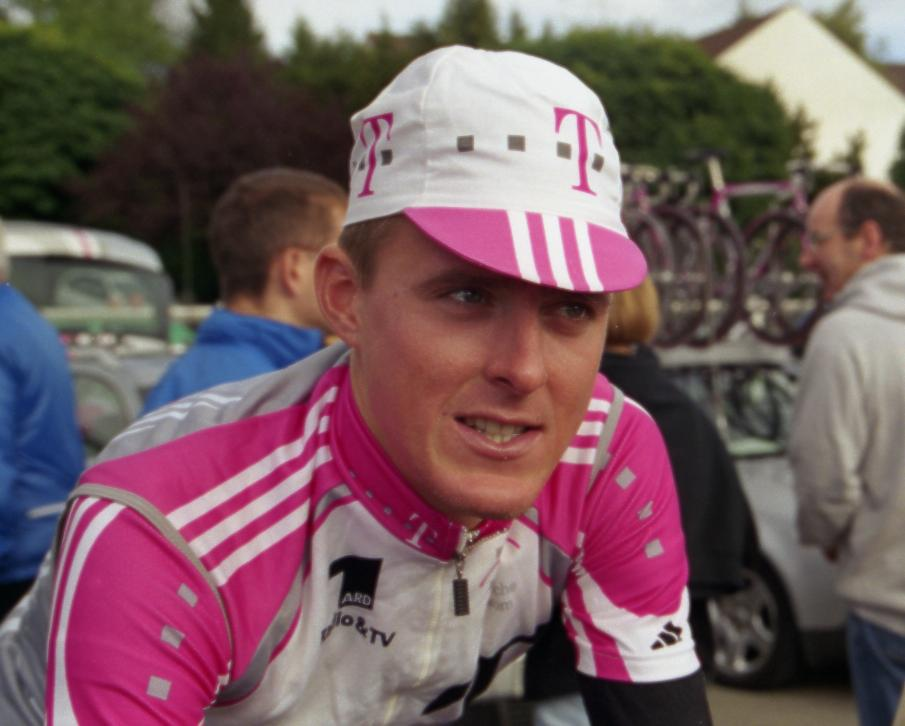
Jörg Jaksche lors de Paris-Tours 1999

L'équipe enregistre l'arrivée des italiens Alberto Elli (Casino-Ag2r Prévoyance) et Giuseppe Guerini (Polti) et des jeunes Allemands Jörg Jaksche (Polti) et Danilo Hondo.
Jens Heppner gagne le premier Tour d'Allemagne de l'équipe en août et le mois suivant, Jan Ullrich remporte le Tour d'Espagne, après avoir manqué le Tour de France à cause d'une blessure au genou. Privée de son leader, l'équipe allemande vit néanmoins sur ce Tour le succès de l'italien Giuseppe Guerini lors de la prestigieuse étape de l'Alpe d'Huez. Après son succès en Espagne, Ullrich devint champion du monde du contre-la-montre.
Jan Ullrich est le meilleur coureur au classement UCI de l'équipe (9e) qui termine 5e au classement par équipes.

#### 2000
Le Kazakh Alexandre Vinokourov est la grosse recrue de l'intersaison. En provenance de l'équipe française Casino-C'est votre équipe, il a notamment remporté en 1999 le Critérium du Dauphiné libéré. Elle recrute également l'Italien Gian Matteo Fagnini, poisson-pilote de Mario Cipollini chez Saeco pour aider Erik Zabel dans les sprints. Le jeune Matthias Kessler signe également. Au contraire, le Danois Bjarne Riis, vainqueur du Tour de France 1996, prend sa retraite et quitte l'équipe.
Zabel remporte la Coupe du monde, en gagnant Milan-San Remo et l'Amstel Gold Race, tandis qu'Ullrich se classait deuxième du 2000 derrière Lance Armstrong. Bien qu'ils ne couraient pas sous le maillot rose de Telekom mais avec leur sélection nationale, Ullrich, Vinokourov et Klöden réalisèrent un triplé pour l'équipe sur la course en ligne des Jeux olympiques de Sydney. Ullrich fut également médaillé d'argent au contre-la-montre.
Erik Zabel termine 2e du classement UCI, une place que l'équipe occupe au classement par équipes.

#### 2001
En 2001, l'équipe garde ses principaux leaders même si Georg Totschnig et Jörg Jaksche quitte le groupe. Le multiple champion du monde et olympique sur piste allemand Robert Bartko signe son premier contrat pour découvrir la route. Le champion du monde du contre-la-montre juniors 1997 Torsten Hiekmann signe également. L'équipe recrute aussi le néo-pro Matthias Kessler et l'américain Kevin Livingston, ancien coéquipier de Lance Armstrong.
Elle commence sa saison dès le mois de janvier avec une participation au Tour Down Under pour la troisième fois consécutive. Kai Hundertmarck y gagne une étape, porte le maillot de leader pendant une journée et termine second du classement général à deux secondes du local Stuart O'Grady. Plus tard pendant la saison, après avoir notamment remporté une étape du Tour d'Andalousie, une étape de la Tour de la Communauté valencienne et le Trophée Luis Puig, Erik Zabel remporte Milan-San Remo pour la quatrième fois en devançant au sprint Mario Cipollini et Romāns Vainšteins. En mai, elle participe pour la première fois depuis six ans au Tour d'Italie avec pour leader Jan Ullrich venant s'entrainer sur l'épreuve italienne. L'équipe remporte deux sprints par le biais de Danilo Hondo et Kessler termine ce premier grand tour de la saison et de sa carrière à la vingt-troisième place. Hondo est second du classement par points, devancé par Massimo Strazzer.
Jan Ullrich fut à nouveau deuxième du Tour de France, tandis que le sprinteur de l'équipe Zabel totalisait six victoires d'étapes sur le Tour et la Vuelta.
Lors du dernier grand tour de la saison sur le Tour d'Espagne, l'Italien Alberto Elli termine premier de l'équipe au classement général avec une 39e place. Zabel remporte les trois premières étapes en ligne et termine second du classement par point derrière le grimpeur José María Jiménez, lui aussi vainqueur de trois étapes en montagne.
Comme la saison dernière l'équipe se classe 2e du classement UCI alors que Erik Zabel est sacré Numéro 1 Mondial.

#### 2002

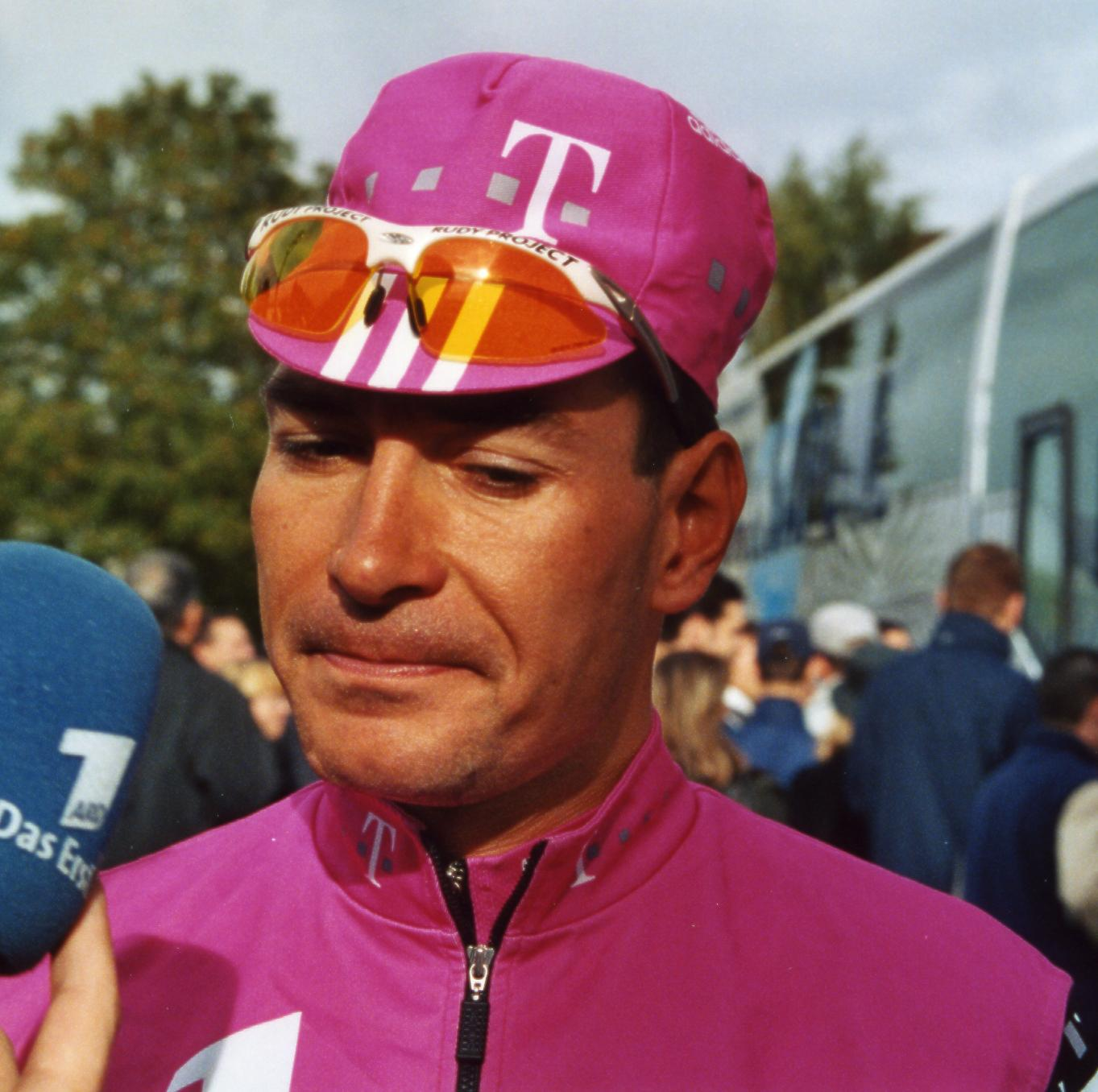
Erik Zabel en 2002

L'Américain Bobby Julich (Crédit agricole), l'Allemand Stefan Schumacher (néo-pro) et le Kazakh Sergueï Yakovlev (Cantina Tollo) sont les nouveaux membres de l'équipe. Au contraire, les Italiens Giovanni Lombardi et Alberto Elli s'en vont.
Le coureur Kazakh Alexandre Vinokourov, remporte Paris-Nice alors que Danilo Hondo remporte le championnat d'Allemagne sur route.
En mai, au Tour d'Italie, l'équipe voit son coureur Jens Heppner porter le maillot rose de leader pendant dix jours. Il l'acquiert lors de la 6e étape grâce à une échappée lors de l'arrivée à Varazze et le laisse à Cadel Evans lors de la 15e étape.

#### 2003: Vinokourov et Botero leaders
À cause de son contrôle positif aux amphétamines en juin, le leader emblématique de l'équipe Jan Ullrich part pour l'équipe Coast. L'équipe recrute alors le Colombien Santiago Botero (Kelme, quatrième du précédent Tour de France), l'Australien Cadel Evans (Mapei, 14e du Tour d'Italie 2002 après avoir porté le maillot de leader une journée), les Italiens Paolo Savoldelli (Index-Alexia Alluminio, vainqueur du Tour d'Italie 2002) et Daniele Nardello (Mapei spécialiste des classiques ardennaises) et le Belge Mario Aerts (Lotto-Adecco, vainqueur en titre de la Flèche wallonne).
La saison de l'équipe commence avec la victoire du Kazakh Alexandre Vinokourov au classement général de Paris-Nice. L'Allemand Andreas Klier remporte Gand-Wevelgem et Vinokourov gagne Amstel Gold Race. Le Kazakh réalise un très bon début de saison en inscrivant son nom au palmarès du Tour de Suisse. Il remporte également une étape du Tour de France qu'il finit troisième derrière Lance Armstrong et Jan Ullrich. Après le Tour, Daniele Nardello remporte le Championnat de Zürich.
En fin de saison, Erik Zabel remporte deux étapes de suite sur le Tour d'Espagne et remporte le classement par points de l'épreuve. Il termine également premier de Paris-Tours, la quatrième classique de la saison pour l'équipe.

#### 2004: numéro 1 mondiale, vainqueur de la Coupe du Monde par équipes

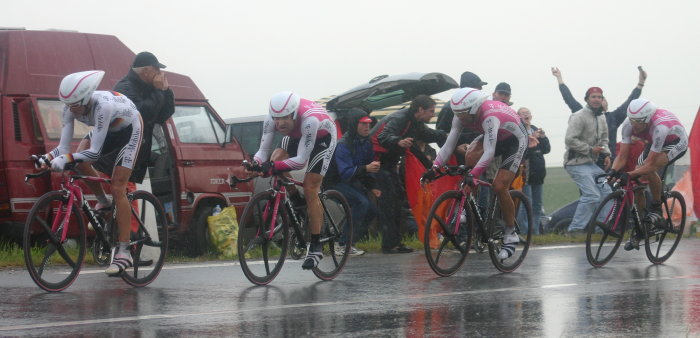
L'équipe T-Mobile pendant le contre-la-montre par équipes du Tour de France 2004

En 2004, l'équipe prend le nom de T-Mobile. Elle enregistre le retour de Jan Ullrich, et un grand nombre de succès, notamment celui de Steffen Wesemann au Tour des Flandres. Sur le Tour de France, Klöden devenu entre-temps champion d'Allemagne, Ullrich, vainqueur du Tour de Suisse, sont désignés leaders de la T-Mobile, tandis que Vinokourov est absent. Jan Ullrich finit quatrième, Andreas Klöden obtenant la meilleure place de l'équipe (2e). La T-Mobile prend la première place du classement par équipes.

### ProTour, affaires de dopage et fin de l'équipe (2005-2007)

#### Saison 2005

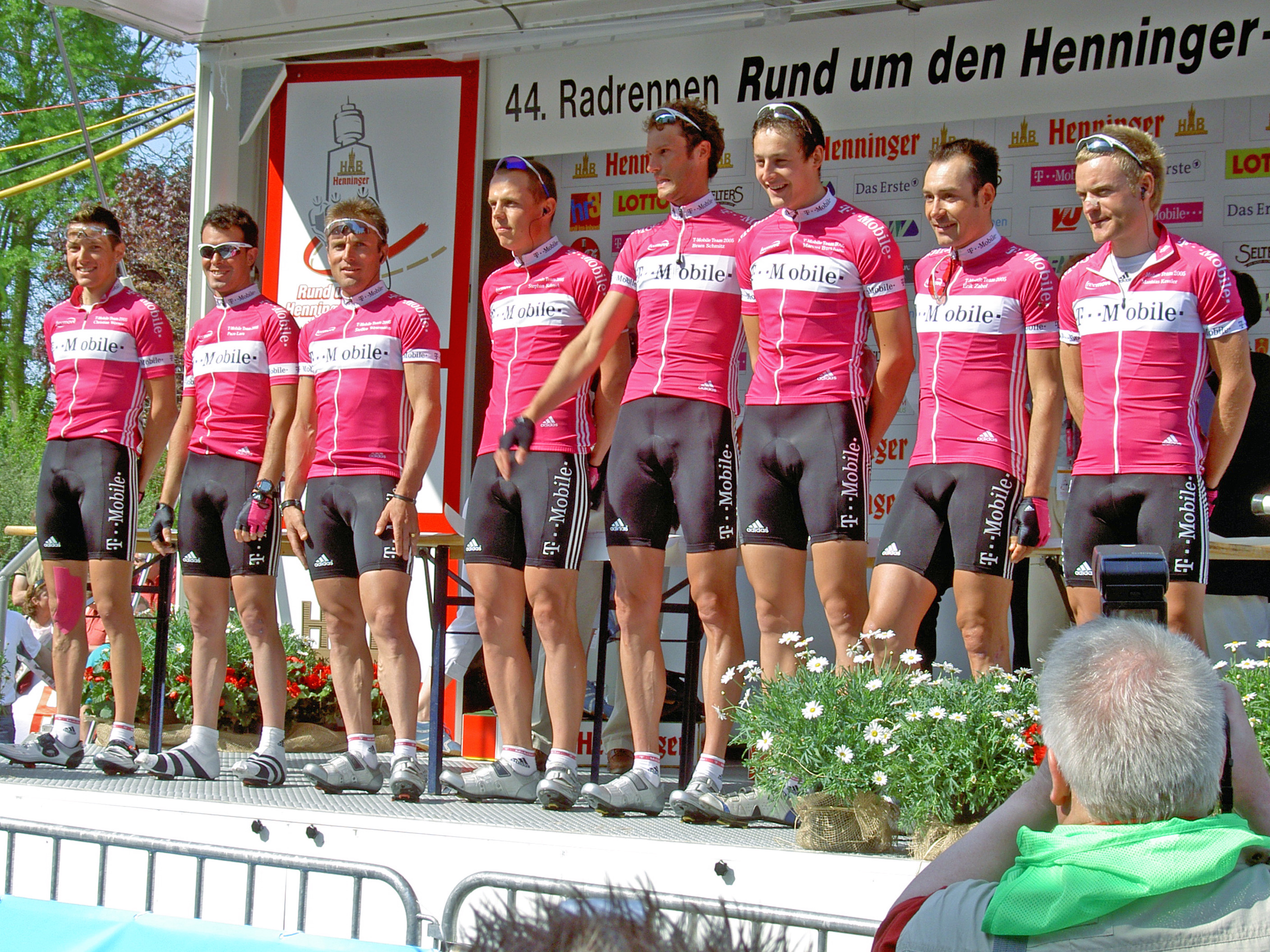
Une partie de l'effectif 2005 de l'équipe

Au début de l'année 2005, l'UCI met en place le ProTour dans lequel la T-Mobile devra prendre part aux plus grandes courses du monde. Pour cela, l'équipe recrute un jeune Allemand Marcus Burghardt, deux membres du vivier hollandais la Rabobank Continental (Bastiaan Giling et Bernhard Kohl), le sprinteur Olaf Pollack ainsi que l'ancien second du Tour d'Espagne (2001) Óscar Sevilla et Francisco José Lara pour l'aider dans la montagne.
Au printemps, Andreas Klier réalise une bonne saison des classiques ardennaises en terminant deuxième du Grand Prix E3 et du Tour des Flandres après une dixième place sur Tirreno-Adriatico. Alexandre Vinokourov remporte la doyenne des classiques, Liège-Bastogne-Liège. Jan Ullrich se prépare pour le Tour en terminant troisième du Tour de Suisse. À nouveau leader de l'équipe, il finit troisième du Tour de France, aidé par le kazakh, cinquième et vainqueur de deux étapes, dont celle des Champs Élysées. Giuseppe Guerini fut également vainqueur d'étape et T-Mobile, comme en 2004, fut la meilleure équipe. Après ce Tour de France mitigé, l'équipe visant la victoire finale, Jan Ullrich termine deuxième du Tour d'Allemagne. En septembre, Óscar Sevilla termine sixième du Tour d'Espagne après le déclassement de l'Espagnol Roberto Heras, vainqueur initial. Erik Zabel conclut la saison en s'imposant sur Paris-Tours, sa troisième victoire dans la classique française.
Vinokourov, dont le contrat avec T-Mobile prenait fin, fut cette année-là l'objet de tractations durant le Tour de France. À quatre jours de l'arrivée à Paris, il annonça son intention de quitter la formation allemande, afin de pouvoir remporter le Tour. Il rejoint Liberty Seguros en 2006. Après 13 années passées au sein de Telekom puis de T-Mobile, Erik Zabel prit également le départ pour courir dans la nouvelle équipe Milram. Le dirigeant Walter Godefroot mit fin à ses fonctions, laissant la place à Olaf Ludwig.
Jan Ullrich termine meilleur coureur de l'équipe au classement individuel du ProTour en se classant quatrième avec 140 points juste devant Alexandre Vinokourov (sixième avec 136 points) et la T-Mobile est quatorzième au classement par équipes.

#### Saison 2006
Le recrutement de l'équipe pour la saison 2006 est réalisé en quantité et en qualité. En effet, pas moins de douze nouveaux coureurs rejoignent le groupe. L'Australien Michael Rogers (Quick Step-Innergetic), triple champion du monde du contre-la-montre en titre est la principale recrue. Son coéquipier allemand Patrik Sinkewitz, vainqueur du Tour d'Allemagne deux ans plus tôt, l'Ukrainien Serhiy Honchar (Domina Vacanze), ancien champion du monde du montre (2000), le Luxembourgeois Kim Kirchen (Fassa Bortolo), vainqueur du Tour de Pologne, le jeune sprinteur allemand André Greipel (Wiesenhof), le Tchèque František Raboň, champion d'Europe espoirs en 2005 et le jeune Linus Gerdemann (CSC) signent également un contrat.

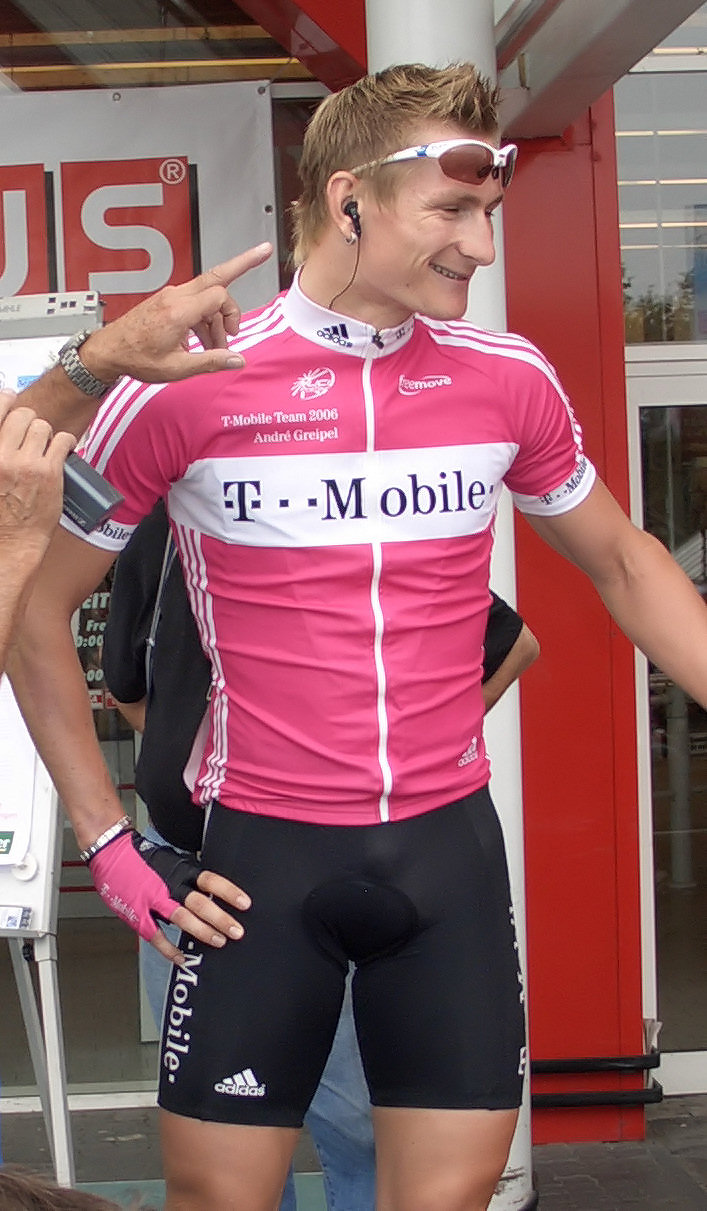
André Greipel est une des nouvelles recrues

La première victoire de l'équipe est obtenue plus rapidement que la saison précédente avec la sixième étape du Tour de Californie remportée par Olaf Pollack. Nationalisé suisse en 2005, Steffen Wesemann termine sixième de Paris-Roubaix avant de prendre la seconde sur l'Amstel Gold Race. Leader sur les classiques ardennaises, Patrik Sinkewitz réalise de bons résultats, prenant la cinquième place de l'Amstel Gold Race et de la Flèche wallonne et la quatrième de Liège-Bastogne-Liège. Jan Ullrich se prépare pour son grand objectif de la saison, le Tour de France en participant au Tour d'Italie (il gagne la onzième étape contre-la-montre) et au Tour de Suisse qu'il remporte (avec la neuvième étape contre-la-montre) devant l'Espagnol Koldo Gil et l'Allemand Jörg Jaksche.
L'équipe se présente donc au départ du Tour de France avec pour objectif la victoire finale avec les Allemands Jan Ullrich et Andreas Klöden. Mais à la veille du prologue du Tour de France 2006 à Strasbourg, treize coureurs furent interdits de départ, leur nom étant cité dans une vaste affaire de dopage en Espagne. Parmi eux, deux membres de T-Mobile, le leader Jan Ullrich (qui fut licencié trois semaines plus tard) et l'Espagnol Óscar Sevilla, durent laisser leur formation participer au Tour avec un effectif réduit. Le directeur sportif Rudy Pevenage, très lié à Ullrich et lui aussi concerné par l'affaire, fut renvoyé à son tour la semaine suivante.
Malgré ces pertes, T-Mobile parvint pour la troisième année consécutive à être sacrée meilleure équipe du Tour. Andreas Klöden fut à nouveau troisième, Matthias Kessler fut vainqueur d'étape à Valkenburg, ainsi que Serhiy Honchar qui s'imposa sur les deux grands contre-la-montre individuels et porta pendant trois jours le maillot jaune.
À la fin du Tour, le sponsor T-Mobile annonça la fin de sa collaboration avec Olaf Ludwig.

#### 2007: dernière saison
Olaf Ludwig n'étant plus manager de l'équipe, il est remplacé par l'entrepreneur américain Bob Stapleton, propriétaire de la société High Road Sports qui reprend l'équipe avec le soutien financier de T-Mobile, et un nouveau manager sportif en la personne de Rolf Aldag. Outre un changement d'encadrement, l'effectif de l'équipe est bouleversé par le départ de plusieurs coureurs liés à Jan Ullrich, une partie d'entre eux rejoignant Alexandre Vinokourov dans la nouvelle équipe Astana. Ces coureurs, dont la non-conservation tenait à la volonté des nouveaux dirigeants de « laver » la réputation de l'équipe, sont remplacés par un mélange de jeunes coureurs et de coureurs expérimentés. On peut citer l'Allemand Gerald Ciolek (21 ans, Wiesenhof), le Britannique Mark Cavendish (21 ans, Sparkasse), l'Autrichien Bernhard Eisel (26 ans, Française des jeux) pour les jeunes coureurs et le Belge Axel Merckx (35 ans, Phonak), le Danois Jakob Piil (34 ans, CSC) ou le Néerlandais Servais Knaven (36 ans, Quick Step).
Se voulant exemplaire sur le plan de la lutte antidopage, T-Mobile instaura des contrôles internes renforcés et un profil sanitaire pour chaque coureur.
Une nouvelle ère est donc supposée débuter. Les nouvelles recrues se mettent en évidence dès le début de la saison avec la victoire de Bernhard Eisel sur la deuxième étape du Tour de l'Algarve et celle de Mark Cavendish au Grand Prix de l'Escaut. Le jeune Marcus Burghardt remporte ensuite sa première grande victoire sur Gand-Wevelgem. T-Mobile fut cependant rattrapée à nouveau par les affaires de dopage.
En mars, ce furent d'abord les pratiques au sein de l'équipe Telekom des années 1990 qui furent dévoilées par son ancien soigneur Jef d'Hont. En mai, plusieurs anciens coureurs confirmèrent l'usage de substances interdites au milieu des années 1990, dont le manager Rolf Aldag, Erik Zabel, Brian Holm, Bjarne Riis, Bert Dietz, Udo Bölts et Christian Henn, y compris durant les saisons qui virent les victoires de Riis et Ullrich au Tour. Les médecins Andreas Schmid et Lothar Heinrich, toujours membres de l'équipe jusqu'à la sortie du livre de Jef d'Hont, avouèrent leur participation et l'administration aux sportifs de produits dopants.
Serhiy Honchar fut écarté puis suspendu à la suite d'un « bilan sanguin anormal » révélé par un contrôle interne. Parallèlement, dans l'équipe Astana, plusieurs ex-T-Mobile furent à leur tour suspendus (Matthias Kessler, Eddy Mazzoleni, Alexandre Vinokourov).
T-Mobile se présenta au Tour de France avec une équipe profondément rajeunie, promouvant une attitude irréprochable. En dépit de cette attitude, le coureur Patrik Sinkewitz fut contrôlé positif à la testostérone durant un entraînement. Cette information, qui fut communiquée durant le Tour alors de Sinkewitz avait auparavant abandonné sur chute, eut pour conséquence le licenciement et la suspension du coureur.
Pendant le Tour d'Espagne, Lorenzo Bernucci, contrôlé positif à la sibutramine, fut également licencié.
Le sponsor T-Mobile, qui avait jusqu'alors réitéré son engagement jusqu'en 2010, décida en novembre de mettre fin à ses activités dans le cyclisme, après que Sinkewitz fit de nouveaux aveux sur des pratiques de dopage sanguin dans l'équipe durant le Tour de France l'année précédente. La société High Road Sports maintient son équipe en 2008. Elle est enregistrée comme équipe américaine et court d'abord sans sponsor sous le nom de High Road, avant de prendre les noms de Columbia puis HTC-Columbia.

## L'équipe et le dopage
En avril 1994, Erik Zabel est contrôlé positif au clostébol (un stéroïde anabolisant) après la course Veenendaal-Veenendaal et reçoit une amende et une pénalité de points UCI. Il n'est cependant pas suspendu,.
Dans une émission diffusée en janvier 1999 par Danmarks Radio, deux journalistes révèlent avoir découvert des seringues et des ampoules vides dans une pièce récemment libérée par le soigneur de l'équipe Telekom Jef D'Hont, lors du Tour d'Espagne 1995.
En juin 2015, lors de l'enquête antidopage menée par le Danemark, Bjarne Riis admet avoir reçu une transfusion sanguine « au milieu » du Tour de France 1997. Pevenage admettra dans une conversation secrètement enregistrée à la maison de D'Hont, qu'Ullrich avait utilisé des substances interdites pour remporter ce Tour.
À la suite de la publication en 2013 d'un rapport antidopage du Sénat français et de son annexe présentant les résultats des échantillons réanalysés en 2004, il est démontré que Zabel a été contrôlé positif à l'EPO sur le Tour de France 1998 après la première étape (où il a terminé à la deuxième place) et une nouvelle fois après la dixième étape. C'est également le cas de ses coéquipiers Jens Heppner (positif à l'EPO après la troisième étape qu'il a remporté), Udo Bölts (positif à l'EPO sur la sixième étape) et Jan Ullrich (positif à l'EPO sur la dernière étape),,.
En mai 1999, Christian Henn est contrôlé avec un niveau extrêmement élevé à la testostérone après avoir terminé deuxième de la première étape du Tour de Bavière. Il affirme que son niveau de testostérone accru est dû à un remède naturel pour augmenter la fertilité,,. Il est  suspendu pendant six mois et met fin à sa carrière à la suite de cette affaire de dopage. En mai 2017, il admet avoir utilisé de l'EPO de 1995 jusqu'à la fin de sa carrière. La même semaine, Bert Dietz admet également avoir utilisé de l'EPO sous la pression des médecins de l'équipe qui avaient introduit le produit dans un camp d'entraînement au printemps 1995, tandis que Udo Bölts reconnait avoir utilisé des substances interdites en 1996 afin de pouvoir faire partie du groupe du Tour de France de l'équipe Telekom,. Puis, c'est au tour des médecins Andreas Schmid et Lothar Heinrich de reconnaître avoir dopés des coureurs chez Telekom depuis le milieu des années 1990. D'autres aveux suivent, à avoir ceux d'Erik Zabel (de 1996 à 2003), Rolf Aldag, Mikael Kyneb, Brian Holm et Bjarne Riis notamment durant sa victoire sur le Tour de France 1996.
En avril 2007, l'ancien masseur de l'équipe, Jef d'Hont, publie Mémoires d’un soigneur dans le cyclisme, dans lequel il décrit le dopage organisé au sein de l'équipe dans les années 1990. Lors du Blitz du Giro 2001, six coureurs et le docteur de l'équipe font partie de la liste d'accusation, mais seul Alberto Elli est suspendu six mois.
Alors que Jan Ullrich est arrêté à la suite d'une opération au genou le privant du Tour de France 2002, un contrôle antidopage inopiné, effectué le 12 juin 2002 à la suite d'un accident de la route qu'il provoque en état d'alcoolémie, révèle la présence d'amphétamines dans ses urines. Il explique être déprimé et avoir pris deux pilules d'ecstasy en boîte de nuit, la veille, le 11 juin. Plusieurs experts de la lutte antidopage ont depuis mis en doute cette version des faits. Le 24 juillet 2002, il est suspendu 6 mois par la commission de discipline de la Fédération allemande et écope d'une amende "à cinq chiffres". Ce n'est qu'à partir du 23 mars 2003 qu'il sera autorisé à reprendre la compétition.
Juste avant le Tour de France 2006, Jan Ullrich, Oscar Sevilla et Rudy Pevenage sont suspendus par l'équipe, puis licencié, leur nom étant cité dans l'Affaire Puerto, une vaste affaire de dopage en Espagne. Des résultats sanguins irréguliers datant de l'édition 2007 de Liège-Bastogne-Liège ont conduit T-Mobile à suspendre puis à libérer Serhiy Honchar. Ce processus n'implique pas l'UCI mais se déroule en interne.
En juin 2007, Jörg Jaksche admet avoir pris des substances interdites et du dopage sanguin au début de sa carrière. Le 8 juin 2007, Patrik Sinkewitz est contrôlé avec un niveau de testostérone six fois supérieur à la limite. Cette annonce a entraîné la suspension de la diffusion du Tour de France sur les chaînes publiques allemandes ARD et ZDF jusqu'à nouvel ordre. Il passe alors rapidement aux aveux et donne aux enquêteurs d'importants détails sur le dopage dans le peloton cycliste. Sa coopération lui valut de n'être condamné qu'à une suspension d'un an.
Lorenzo Bernucci est licencié le 4 septembre 2007, durant le Tour d'Espagne auquel il participait, après l'annonce d'un contrôlé positif lors de la sixième étape du Tour d'Allemagne.
Le 24 juin 2013, dans une interview à l'hebdomadaire allemand Focus, Jan Ullrich reconnaît avoir utilisé des produits dopants prescrits par le docteur Fuentes. En août 2013, Andreas Klier coureur de l'équipe T-Mobile entre 2001 et 2007, est suspendu six mois après avoir annoncé s'être dopé entre 1999 et 2006.

## Coureurs connus
Ce tableau présente les résultats obtenus au sein de l'équipe par une sélection de coureurs qui se sont distingués soit par le rôle de leader ou de capitaine de route qui leur a été attribué pendant tout ou partie de leur passage dans l'équipe (comme Jan Ullrich, leader historique de l'équipe), soit en remportant une course majeure pour l'équipe (comme Steffen Wesemann, vainqueur du Tour des Flandres 2004), soit encore par leur place dans l'histoire du cyclisme en général (comme Paolo Savoldelli, double vainqueur du Tour d'Italie en 2002 et 2005).
| Nom                  | Naissance | Nationalité        | Arrivée   | Départ    | Résultats pour l'équipe |
| -------------------- | --------- | ------------------ | --------- | --------- | --- |
| Udo Bölts            | 1966      | Allemagne          | 1989      | 2002      | Champion d'Allemagne sur route (1990, 1995, 1999) 1 étape du Tour d'Italie (1992) Critérium du Dauphiné libéré (1997) Classique de Saint-Sébastien (1996) |
| Marc Madiot          | 1959      | France             | 1992      | 1992      | |
| Christian Henn       | 1964      | Allemagne          | 1992      | 1999      | Champion d'Allemagne sur route (1996) |
| Jens Heppner         | 1964      | Allemagne          | 1992      | 2002      | Champion d'Allemagne sur route (1994) 1 étape du Tour de France (1998) Tour d'Allemagne (1999) |
| Erik Zabel           | 1970      | Allemagne          | 1992      | 2005      | Coupe du monde 2000 Champion d'Allemagne sur route (1998, 2003) Classement par points du Tour de France (1996, 1997, 1998, 1999, 2000, 2001) Classement par points du Tour d'Espagne (2002, 2003, 2004) 12 étapes du Tour de France 5 étapes du Tour d'Espagne Milan-San Remo (1997, 1998, 2000, 2001) Paris-Tours (1994, 2003, 2005) Amstel Gold Race 2000 HEW Cyclassics 2001 |
| Olaf Ludwig          | 1960      | Allemagne          | 1993      | 1995      | |
| Uwe Raab             | 1962      | Allemagne          | 1993      | 1996      | |
| Brian Holm           | 1962      | Danemark           | 1993      | 1997      | |
| Mario Kummer         | 1962      | Allemagne          | 1993      | 1998      | |
| Rolf Aldag           | 1968      | Allemagne          | 1993      | 2005      | Champion d'Allemagne sur route (2000) |
| Steffen Wesemann     | 1971      | Allemagne          | 1993      | 2006      | Tour des Flandres (2004) 2e de Paris-Roubaix (2002) |
| Axel Merckx          | 1972      | Belgique           | 1994 2007 | 1994 2007 | |
| Jan Ullrich          | 1973      | Allemagne          | 1995 2004 | 2002 2006 | Champion olympique sur route 2000 · (Champion du monde du contre-la-montre 1999, 2001) · Champion d'Allemagne sur route (1997, 2001) · Champion d'Allemagne contre-la-montre (1995) · Tour de France 1997 · Tour d'Espagne 1999 · Meilleur jeune du Tour de France (1996, 1997, 1998) · Tour de Suisse (2004, 2006) · 6 étapes du Tour de France · 1 étape du Tour d'Italie · 2 étapes du Tour d'Espagne · 2e du Tour de France (1996, 1998, 2000, 2001) · 3e du Tour de France (2005) · 4e du Tour de France (2004) |
| Bjarne Riis          | 1964      | Danemark           | 1996      | 1999      | Tour de France 1996 Champion du Danemark sur route (1996) Champion du Danemark du contre-la-montre (1996) 2 étapes du Tour de France Amstel Gold Race (1997) |
| Kai Hundertmarck     | 1969      | Allemagne          | 1996      | 2003      | |
| Georg Totschnig      | 1971      | Autriche           | 1997      | 2000      | Champion d'Autriche sur route (1997) Champion d'Autriche du contre-la-montre (1997) |
| Giovanni Lombardi    | 1969      | Italie             | 1997      | 2001      | 1 étape du Tour d'Espagne |
| Jan Schaffrath       | 1971      | Allemagne          | 1997      | 2005      | |
| Michael Blaudzun     | 1973      | Danemark           | 1998      | 1998      | |
| Andreas Klöden       |           | Allemagne          | 1998      | 2006      | Champion d'Allemagne sur route (2004) Tour du Pays basque (2000) Paris-Nice (2000) 2e du Tour de France (2004, 2006) |
| Jörg Jaksche         | 1976      | Allemagne          | 1999      | 2000      | |
| Alberto Elli         | 1964      | Italie             | 1999      | 2001      | |
| Ralf Grabsch         | 1973      | Allemagne          | 1999      | 2002      | |
| Danilo Hondo         | 1974      | Allemagne          | 1999      | 2003      | Champion d'Allemagne sur route (2002) 2 étapes du Tour d'Italie |
| Gian Matteo Fagnini  | 1970      | Italie             | 2000      | 2003      | |
| Alexandre Vinokourov | 1973      | Kazakhstan         | 2000      | 2005      | Championnat du Kazakhstan sur route (2005) 3 étapes du Tour de France 1 étape du Tour d'Espagne Liège-Bastogne-Liège (2005) Amstel Gold Race (2003) Critérium du Dauphiné libéré (1999) Paris-Nice (2002, 2003) Tour de Suisse (2003) Tour d'Allemagne (2001) |
| Matthias Kessler     | 1979      | Allemagne          | 2000      | 2006      | |
| Kevin Livingston     | 1973      | États-Unis         | 2001      | 2002      | |
| David Kopp           | 1979      | Allemagne          | 2001      | 2003      | |
| Torsten Hiekmann     | 1980      | Allemagne          | 2001      | 2005      | |
| Bobby Julich         | 1971      | États-Unis         | 2002      | 2003      | |
| Stefan Schumacher    | 1981      | Allemagne          | 2002      | 2003      | |
| Sergueï Yakovlev     | 1976      | Kazakhstan         | 2002      | 2005      | |
| Mario Aerts          | 1974      | Belgique           | 2003      | 2004      | |
| Santiago Botero      | 1972      | Colombie           | 2003      | 2004      | |
| Cadel Evans          | 1977      | Australie          | 2003      | 2004      | |
| Paolo Savoldelli     | 1973      | Italie             | 2003      | 2004      | |
| Tomáš Konečný        | 1973      | République tchèque | 2004      | 2005      | |
| Tobias Steinhauser   | 1972      | Allemagne          | 2004      | 2005      | |
| Francisco José Lara  | 1977      | Espagne            | 2005      | 2005      | |
| Óscar Sevilla        | 1976      | Espagne            | 2005      | 2006      | |

## Palmarès et statistiques

### Principales victoires

#### Classiques
L'équipe remporte entre 1994 et 2005 16 classiques majeures du calendrier.
- Paris-Tours : 1994, 2003 et 2005 (Erik Zabel)
- Classique de Saint-Sébastien : 1996 (Udo Bölts)
- Amstel Gold Race : 1997 (Bjarne Riis), 2000 (Erik Zabel), 2003 (Alexandre Vinokourov)
- Milan-San Remo : 1997, 1998, 2000 et 2001 (Erik Zabel)
- Vattenfall Cyclassics : 1997 (Jan Ullrich) et 2001 (Erik Zabel)
- Championnat de Zurich : 2003 (Daniele Nardello)
- Tour des Flandres : 2004 (Steffen Wesemann)
- Liège-Bastogne-Liège : 2005 (Alexandre Vinokourov)

#### Grands tours
L'équipe compte 38 participations dans les grands tours entre 1992 et 2007, avec les résultats suivants :
- Tour de France
  - 16 participations (1992, 1993, 1994, 1995, 1996, 1997, 1998, 1999, 2000, 2001, 2002, 2003, 2004, 2005, 2006, 2007)
  - 32 victoires d'étapes :
    - 1 en 1993 : Olaf Ludwig
    - 2 en 1995 : Erik Zabel (2)
    - 5 en 1996 : Erik Zabel (2), Bjarne Riis (2), Jan Ullrich
    - 5 en 1997 : Erik Zabel (3), Jan Ullrich (2)
    - 4 en 1998 : Jens Heppner, Jan Ullrich (3)
    - 1 en 1999 : Giuseppe Guerini
    - 1 en 2000 : Erik Zabel
    - 3 en 2001 : Erik Zabel (3)
    - 1 en 2002 : Erik Zabel
    - 1 en 2003 : Alexandre Vinokourov
    - 3 en 2005 : Alexandre Vinokourov (2), Giuseppe Guerini
    - 3 en 2006 : Matthias Kessler, Serhiy Honchar (2)
    - 2 en 2007 : Linus Gerdemann, Kim Kirchen

  -  2 victoires finales
    - 1996 : Bjarne Riis
    - 1997 : Jan Ullrich

  - 9 podiums
  - 13 classements annexes
    -  classement par équipes (1997, 2004, 2005 et 2006)
    -  Classement du meilleur jeune : Jan Ullrich (1996, 1997 et 1998)
    -  Classement par points : Erik Zabel (1996, 1997, 1998, 1999, 2000 et 2001)
- Tour d'Italie
  - 8 participations (1992, 1993, 1995, 2001, 2002, 2005, 2006, 2007)
  - 4 victoires d'étapes :
    - 1 en 1992 : Udo Bölts
    - 2 en 2001 : Danilo Hondo (2)
    - 1 en 2006 : Jan Ullrich
- Tour d'Espagne
  - 14 participations (1990, 1991, 1995, 1996, 1998, 1999, 2000, 2001, 2002, 2003, 2004, 2005, 2006, 2007)
  - 13 victoires d'étapes 
    - 2 en 1990 : Erwin Nijboer, Bernd Gröne
    - 1 en 1995 : Bert Dietz, Christian Henn
    - 1 en 1998 : Giovanni Lombardi
    - 2 en 1999 : Jan Ullrich (2)
    - 1 en 2000 : Alexandre Vinokourov
    - 3 en 2001 : Erik Zabel (3)
    - 2 en 2003 : Erik Zabel (2)
    - 1 en 2007 : Bert Grabsch

  -  1 victoire finale
    - 1999 : Jan Ullrich

  - 1 podium
  - 3 classements annexes
    -  Classement par points : Erik Zabel (2002, 2003, 2004)

#### Autres courses par étapes
Entre 1997 avec le Critérium du Dauphiné remporté par l'Allemand Udo Bölts et 2006 avec la victoire de Jan Ullrich au Tour de Suisse, l'équipe remporte 10 courses par étapes majeures du calendrier mondial.
- Critérium du Dauphiné : 1997 (Udo Bölts)
- Tour d'Allemagne : 1999 (Jens Heppner), 2001 (Alexandre Vinokourov)
- Paris-Nice : 2000 (Andreas Klöden), 2002 et 2003 (Alexandre Vinokourov)
- Tour du Pays basque : 2000 (Andreas Klöden)
- Tour de Suisse : 2003 (Alexandre Vinokourov), 2004 et 2006 (Jan Ullrich)

#### Championnats nationaux
- Championnats d'Allemagne (16) :
  - Course en ligne : 1990, 1995 et 1999 (Udo Bölts), 1993 (Bernd Gröne), 1994 (Jens Heppner), 1996 (Christian Henn), 1997 et 2001 (Jan Ullrich), 1998 et 2003 (Erik Zabel), 2000 (Rolf Aldag), 2002 (Danilo Hondo), 2004 (Andreas Klöden)
  - Contre-la-montre : 1994 (Jens Lehmann), 1995 (Jan Ullrich), 2007 (Bert Grabsch)
- Championnats d'Autriche (3) :
  - Course en ligne : 1997 (Georg Totschnig), 2006 (Bernhard Kohl)
  - Contre-la-montre : 1997 (Georg Totschnig)
- Championnats du Danemark (2) :
  - Course en ligne : 1996 (Bjarne Riis)
  - Contre-la-montre : 1996 (Bjarne Riis)
- Championnats d'Italie (1) :
  - Contre-la-montre : 2006 (Marco Pinotti)
- Championnats du Kazakhstan (2) :
  - Course en ligne : 2001 (Andrey Mizourov), 2005 (Alexandre Vinokourov)
- Championnats du Luxembourg (1) :
  - Course en ligne : 2006 (Kim Kirchen)
- Championnats de Russie (1) :
  - Course en ligne : 2005 (Serguei Ivanov)
- Championnats de Suède (2) :
  - Course en ligne : 1996 (Michael Andersson)
  - Contre-la-montre : 1996 (Michael Andersson)

#### Championnats du monde
- Championnat du monde du contre-la-montre : 1999 et 2001 (Jan Ullrich)

### Classements UCI
De 1989 à 2004, l'équipe est classée parmi les Groupes Sportifs I, la première catégorie des équipes cyclistes professionnelles. Les classements détaillés ci-dessous pour cette période sont ceux de la formation en fin de saison.
| Saison | Classement par équipes | Meilleur coureur au classement individuel |
| ------ | ---------------------- | ----------------------------------------- |
| 1994   |                        |                                           |
| 1995   |                        | Erik Zabel (40e)                          |
| 1996   |                        | Bjarne Riis (3e)                          |
| 1997   |                        | Jan Ullrich (2e)                          |
| 1998   | 9e                     | Jan Ullrich (12e)                         |
| 1999   | 5e                     | Jan Ullrich (9e)                          |
| 2000   | 2e                     | Erik Zabel (2e)                           |
| 2001   | 2e                     | Erik Zabel (1er)                          |
| 2002   | 12e                    | Erik Zabel (1er)                          |
| 2003   | 3e                     | Erik Zabel (2e)                           |
| 2004   | 1re                    | Erik Zabel (3e)                           |

À partir de 2005, l'équipe dispute le ProTour, qui donne lieu en fin de saison à un classement des 20, puis 18 équipes le composant.
| Saison | Classement par équipes | Meilleur coureur au classement individuel |
| ------ | ---------------------- | ----------------------------------------- |
| 2005   | 14e                    | Jan Ullrich (4e)                          |
| 2006   | 8e                     | Patrik Sinkewitz (24e)                    |
| 2007   | 13e                    | Kim Kirchen (8e)                          |

## Résultats et effectifs par saison
- T-Mobile en 2005
- T-Mobile en 2006
- T-Mobile en 2007